# Kondotjer
Kondotjer, (od talijanskog condottiere, četovođa) je, prema Hrvatskom enciklopedijskom rječniku: 
1. povijesnovođa najamnih družina (vojski) u Italiji u 14. i 15. stoljeću
2. u prenesenom značenju
onaj koji je spreman boriti se za bilo koga, samo ako je dobro plaćen; pustolov, avanturist.
Opća enciklopedija JLZ navodi: U prvo vrijeme kondotjeri su dolazili u Italiju iz Španjolske, Njemačke i Engleske, i stupali u službu gradova, velikaša i papa. Njihove čete bile su poznate po pljačkanju, a često su bile opasne i onima koji su ih plaćali. Poslije su se razvile u dobro opremljene najamničke vojske. Čuveni kondotjeri su bili Španjolac Raymondo Cardona i Englez John Harkwood, koji su za gvelfe ratovali protiv stranke gibelina. Istaknuti talijanski kondotjeri su Federico da Montefeltro, Francesco Bussone zvan Carmagnola, Bartolomeo Colleoni, Erasmo Gattamelata, Francesco Sforza i dr.
U 15. stoljeću, mnogi su kondotjeri bili počašćeni tako što su načinjeni njihovi portreti. Najpoznatiji su portreti Paola Ucella kondotjera Sir Johna Harkwooda u Firenci i Donatellova konjanička skulptura kondotjera Gattamelate u Padovi.

## Sažetak
Pojava samostalnih družina profesionalnih vojnika, koje nude svoje usluge onima koji im obećaju bolju plaću i veće šanse za pljačku, uzrokovana je specifičnim prilikama u Italiji, ali također i dubokom krizom koja zahvaća cijelu Europu u XIV. stoljeću (Zlosretno XIV stoljeće, kako glasi naslov jedne knjige). Slični se četovođe javljaju i drugdje u Europi. Gube svoju moć od kraja XV. stoljeća, kada se uzdižu apsolutne monarhije, sposobne organizirati velike disciplinirane vojske.

## Politička i socijalna situacija u Italiji
Relativno bogat (u odnosu na ostatak tadašnje Europe) i gusto naseljen Apeninski poluotok podijeljen je na pet većih država koje se međusobno bore za primat, često mijenjajući saveznike i protivnike: Venecija, Firenca, Milano,  Napulj i Papinska država, te mnogo manjih država-gradova, koje nastoje sačuvati autonomiju prihvaćajući pokroviteljstvo jedne od velikih sila. 
Drugi ključan element za borbe u Italiji vezan je za crkvene raskole i sukob cara i pape, koji polažu pravo na univerzalnu vladavinu nad Europom (tj. nad zemljama latinskog kršćanstva). Dolazi do crkvenih raskola kada istovremeno postoje dvojica ili čak trojica proglašenih papa, koji se bore za stolicu oslanjajući se na razne sile.
Treći su pak element socijalni sukobi koji potresaju svaki od talijanskih gradova i država, u čemu se formiraju političke stranke koje često ulaze i u oružane sukobe, te se povezuju sa strankama sličnih interesa u drugim gradovima i državama. Česti su građanski ratovi, zavjere i državni udari. Zbog toga vladari i vladajući staleži često trebaju strane vojnike za borbu ne samo protiv vanjskih, nego i protiv unutrašnjih neprijatelja. Oni još nisu dovoljno ekonomski jaki da bi uzdržavali stajaću vojsku koja bi održavala red (također, lojalnost domaćih vojnika, zbog spomenutih staleških i stranačkih sukoba može biti vrlo upitna). Zato su im dragocjene usluge pojedinaca koji vode koliko-toliko disciplinirane čete i spremni su prodavati svoje usluge. 

## Sforze: Od najamnika do vladara
Uspješni četovođe (kondotjeri) postižu stoga znatnu moć i postaju značajan samostalni čimbenik zbivanja. Naravno, njihova vjernost poslodavcu često je upitna, jer lako mogu promijeniti stranu primamljeni izgledima većeg plijena; a najveći mogući plijen je cijela država. Tako je Francesco Sforza bio kondotjer i sin kondotjera, koji se borio za papu i Napuljsku kraljevinu, koji je 1441. godine promijenio stranu i od milanskog vojvode Filipa Viscontija, kao dio plaće, dobio ruku njegove kćeri. Nakon smrti svojeg tasta, 1450., postao je vojvodom. Njegovi potomci vladali su Milanom do 1535. 

## Ekonomska kriza Europe
Istovremeno, cijelu Europu (pa i cijelu hemisferu, do Kine) potresa ekonomska kriza, izazvana relativnom prenaseljenošću i iscrpljenošću prirodnih izvora, do kojih je dovela neprekidna ekspanzija u prethodna tri stoljeća. »Oslobodi nas, Gospodine, gladi, kuge i rata! To prizivanje ponavljalo se svake godine u svim crkvama Istoka i Zapada, ali je za vrijeme procvata i prosperiteta izgubilo svoju potresnu snagu, da bi, u tijeku XIV. stoljeća, opet postalo dramatično stvarnim.« (Lopez, str. 345) Velika glad vladala je 1315-1317. i otada se često ponavlja. Kuga od 1348. do kraja XIV. stoljeća ubija možda trećinu europskog stanovništva (u Italiji su stalne i epidemije malarije), a po gradovima i više. Ratovi nikada nisu prestali, a u XIV. st. rasplamsali su se novom žestinom. 
Rezultat ovih nevolja je pojava masa "deklasiranih" ljudi, očajnih bjednika bez ikakve imovine i nade za zaradu, koji jedino pljačkom mogu preživjeti. Snažni pojedinci okupljaju takve grupe očajnika i stvaraju od njih čete, koje prestaju biti obični pljačkaši ako nađu nekoga tko će ih unajmiti kao vojnike. Italija je za to bila osobito pogodna, a slične situacije događale su se i drugdje u Europi (u Francuskoj npr. za vrijeme stogodišnjeg rata). 

## Promjena ratovanja: pješaci zamjenjuju vitezove
Za uspon kondotjera i najamništva općenito značajna je i promjena u načinu ratovanja, koju donosi XIV stoljeće: čete pješaka, uvježbanih za zajedničku borbu, oboružanih kopljima i dugim lukovima, počinju postizati pobjede nad feudalnim vojskama oklopljenih konjanika. To je donijelo pobjede Englezima protiv Francuza tijekom Stogodišnjeg rata u bitkama kod Crécya 1346., Maupertuisa,  1356. i Agincourta 1415. U bitci na Sempachu 1387. švicarski kopljanici su potukli vojsku njemačkih vitezova.
U Italiji, gradovi, koji ne mogu uzdržavati veći broj konja, stvaraju vlastite vojske pješaka koji su dobrovoljci ili obvezni na povremenu vojnu službu ("teritorijalna obrana", vojska tipa milicije). U borbi protiv njih pape, kraljevi, velikaši i oligarsi angažirat će i najamnike.
Definitivnu prevagu pješacima u XV. stoljeću donose puške (arkebuze, zatim muškete), a od bitnog je značaja i pojava topništva. U odnosu na cijenu konja i skupocjene opreme i oružja srednjovjekovnog viteza, oružje pješaka znatno je jeftinije, a napretkom u strategiji i tehnici postaje i učinkovito protiv oklopa koji štiti viteza i njegovog konja. Također je i uvježbavanje za korištenje koplja, dugog luka, puške ili topa, te za disciplinirano djelovanje unutar čete, znatno kraće od višegodišnjih vježbi koje mora proći vitez. Godine 1530. konjica čini manje od jedne desetine francuske i španjolske armije (Živojinović, str. 97)
Tako obični seljaci i građani postaju vojnici koji su nadmoćni srednjovjekovnom staležu plemića-vitezova, profesionalnih ratnika. To donosi socijalni šok, koji je jedan od bitnih elemenata u nazadovanju feudalizma i uzdizanju građanskog društva, modernih nacija i kapitalizma. Oni postaju najamnici, koji zabacuju etički ideal viteštva (koji pak preživljava kao romantički ideal u literaturi, o čijoj nerealnosti u XVII. stoljeću piše Cervantes u romanu Don Kihot) i mnogo su skloniji pljački, razaranju, silovanjima, nepotrebnim mučenjima i ubojstvima nego što su to bili srednjovjekovni vitezovi (dakako, i vitezovi su stalno činili takve stvari, ali uobičajeno u manjem obimu, jer im je obično cilj osvojiti zemlju a ne prikupiti plijen koji se može odnijeti). Tako ratovi postaju razorniji i broj žrtava veći. Vojske su moćne, ali vojnici (osim naravno časnika) postaju najniži društveni sloj, omrznut od svih.
Mnogi plemići-vitezovi prilagođavaju se novoj situaciji tako da postaju časnici koji zapovijedaju četama neplemića, često i kao najamnici, kondotjeri.

## Kraj moći četovođa
Kraj moći samostalnih četovođa nastupa od kraja XV. i tijekom XVI. stoljeća, kada su vladari velikih država dovoljno ojačali da osiguraju stalne izvore prihoda, stvarajući apsolutne monarhije. Novcem prikupljenim od poreza, carina i dr. (često i posudbama od velikih bankara) oni postaju sposobni naoružati velike vojske, sposobne da suzbiju kako otpor feudalaca, tako i "odmetnute" samostalne vojske. (Veliki ih troškovi međutim često dovode do bankrota.)
U Italiji, kondotjeri gube moć nakon uspješnog pohoda francuskog kralja Charlesa VIII, vladara novog tipa, 1494-1495. godine. Njegova nadmoćna vojska osvaja Milano, Firenzu, Rim i Napulj. Biva prisiljen povući se tek kada je protiv njega stvorena Sveta liga, savez Austrije, Španjolske, pape, Venecije i Milana (kojim vladaju Sforze, potomci kondotjera). Tzv. "Talijanski ratovi" potrajat će sve do 1559. godine, uz sudjelovanje novog tipa vojski.
U XVI. stoljeću, nekadašnji kondotjeri postaju časnici u službi vladara (kraljeva, vojvoda, kneževa, pape), a njihovi najamnici postaju stajaća vojska. Okrutnim mjerama oni osiguravaju stegu među svojim vojnicima. Kao zamjena za nekadašnju vitešku etiku, javlja se također i rast nacionalne svijesti (u Engleskoj i Francuskoj nacionalna svijest postaje značajni čimbenik tijekom stogodišnjeg rata, u XIV-XV. stoljeću. U Italiji se to nije dogodilo sve do XIX. stoljeća.
Posljednji uspon samostalnih četovođa u Europi dogodio se za Tridesetogodišnjeg rata koji je poharao Srednju Europu 1618. – 1648. (Njemačka izgubila 40 posto stanovništva).